# Ornolac-Ussat-les-Bains
Ne doit pas être confondu avec Ussat.
Ornolac-Ussat-les-Bains est une commune française située dans le centre du département de l'Ariège, en région Occitanie. Sur le plan historique et culturel, la commune fait partie du pays du Sabarthès, structuré par la haute vallée de l'Ariège en amont du pays de Foix avec Tarascon-sur-Ariège comme ville principale.
Exposée à un climat océanique altéré, elle est drainée par l'Ariège et par divers autres petits cours d'eau. La commune possède un patrimoine naturel remarquable : trois sites Natura 2000 (les « quiès calcaires de Tarascon-sur-Ariège et grotte de la Petite Caougno », les « quiès calcaires de Tarascon-sur-Ariège et grotte de la Petite Caougno » et « Garonne, Ariège, Hers, Salat, Pique et Neste »), un espace protégé (« Quié de Lujat ») et quatre zones naturelles d'intérêt écologique, faunistique et floristique.
Ornolac-Ussat-les-Bains est une commune rurale qui compte 248 habitants en 2022. Elle appartient à l'unité urbaine de Tarascon-sur-Ariège. Ses habitants sont appelés les Ornolacois ou Ornolacoises.
Le patrimoine architectural de la commune comprend un immeuble protégé au titre des monuments historiques : les thermes Fraxine, inscrits en 1991.

## Géographie

### Localisation
La commune d'Ornolac-Ussat-les-Bains se trouve dans le département de l'Ariège, en région Occitanie.
Elle se situe à 16 km à vol d'oiseau de Foix, préfecture du département, et à 20 km d'Ax-les-Thermes, bureau centralisateur du canton de Haute-Ariège dont dépend la commune depuis 2015 pour les élections départementales.
La commune fait en outre partie du bassin de vie de Tarascon-sur-Ariège.
Les communes les plus proches sont : 
Ussat (1,6 km), Larnat (2,2 km), Bouan (2,5 km), Niaux (3,4 km), Sinsat (3,4 km), Alliat (3,7 km), Tarascon-sur-Ariège (3,8 km), Arnave (4,0 km).
Sur le plan historique et culturel, Ornolac-Ussat-les-Bains fait partie du pays du Sabarthès, structuré par la haute vallée de l'Ariège en amont du pays de Foix avec Tarascon-sur-Ariège comme ville principale.
Ornolac-Ussat-les-Bains est limitrophe de huit autres communes.
Les communes limitrophes sont Arnave, Bouan, Cazenave-Serres-et-Allens, Larnat, Niaux, Ussat, Verdun et Aulos-Sinsat.
| - OpenStreetMap Limite communale. |

| Ussat  | Arnave                  | Cazenave-Serres-et-Allens |
| Niaux  | Ornolac-Ussat-les-Bains | Verdun                    |
| Larnat | Bouan                   | Aulos-Sinsat              |

### Géologie et relief
La commune est située dans les Pyrénées, une chaîne montagneuse jeune, érigée durant l'ère tertiaire (il y a 40 millions d'années environ), en même temps que les Alpes. Les terrains affleurants sur le territoire communal sont constitués de roches sédimentaires datant du Mésozoïque, anciennement appelé Ère secondaire, qui s'étend de −252,2 à −66,0 Ma. La structure détaillée des couches affleurantes est décrite dans les feuilles « n°1075 - Foix » et « n°1087 - Vicdessos » de la carte géologique harmonisée au 1/50 000ème du département de l'Ariège, et leurs notices associées,.
La superficie cadastrale de la commune publiée par l’Insee, qui sert de références dans toutes les statistiques, est de 11,99 km2,. La superficie géographique, issue de la BD Topo, composante du Référentiel à grande échelle produit par l'IGN, est quant à elle de 12,14 km2. Son relief est particulièrement escarpé puisque la dénivelée maximale atteint 1 001 mètres. L'altitude du territoire varie entre 481 m et 1 482 m.

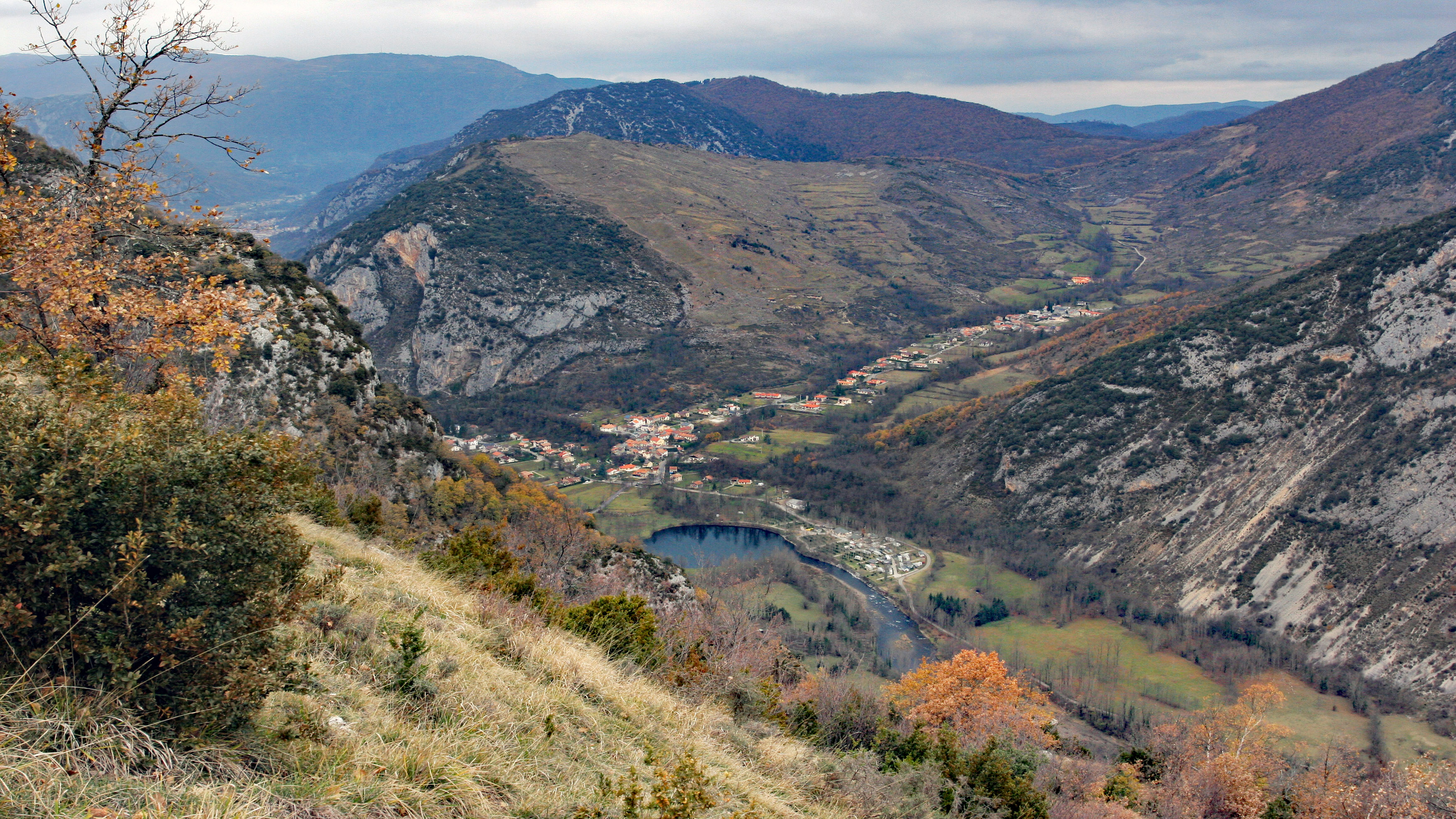
Ornolac vue de Larnat.

Ornolac-Ussat-les-Bains est une commune thermale située dans les Pyrénées à l'extrémité orientale du département de l'Ariège au sud-est de Tarascon-sur-Ariège dans la vallée de l'Ariège.

### Hydrographie

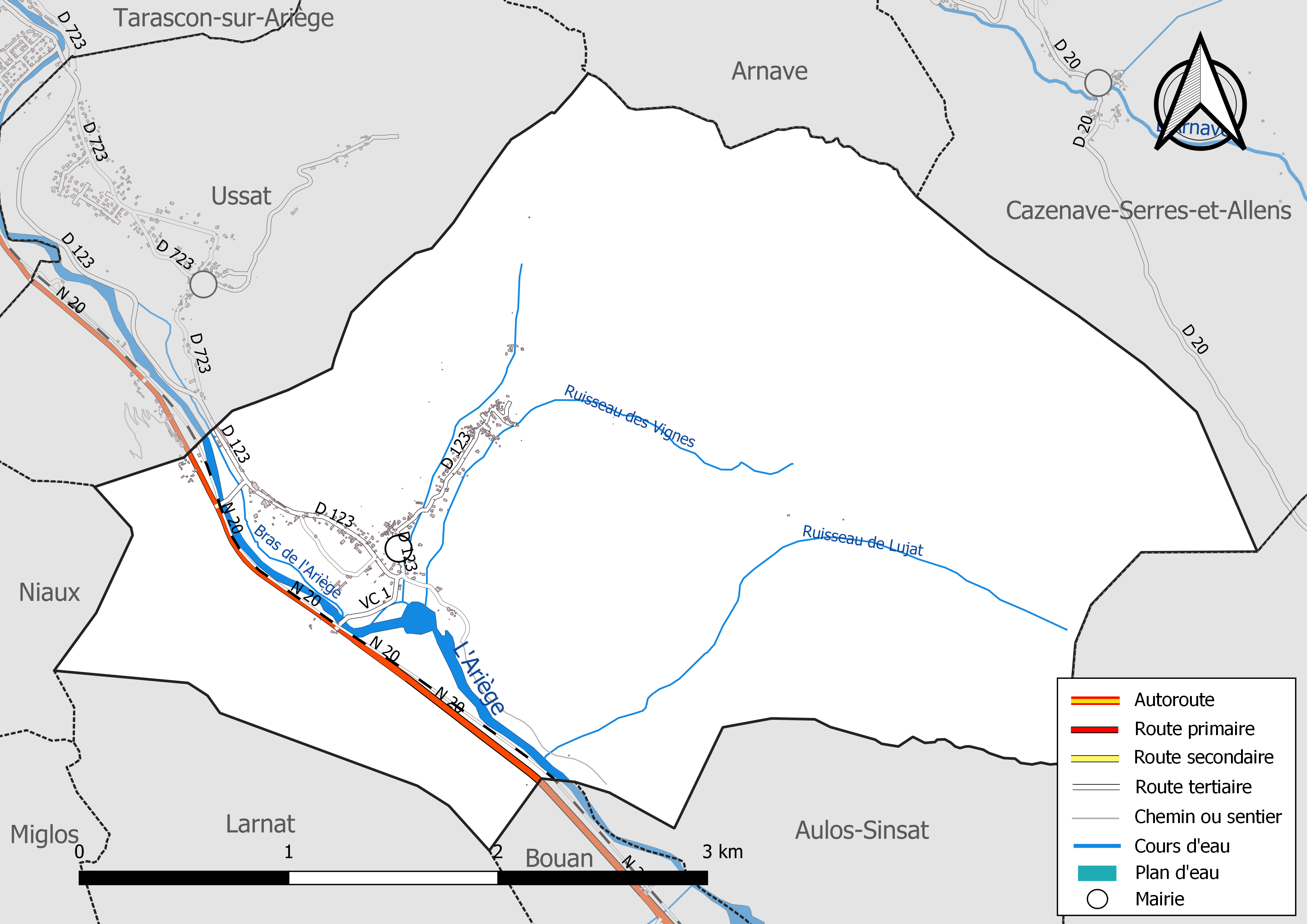
Réseaux hydrographique et routier d'Ornolac-Ussat-les-Bains.

La commune est dans le bassin versant de la Garonne, au sein du bassin hydrographique Adour-Garonne. Elle est drainée par l'Ariège, un bras de l'Ariège, un bras de l'Ariège, le ruisseau de Lujat, le ruisseau des Vignes et par un petit cours d'eau, constituant un réseau hydrographique de 12 km de longueur totale,.
L'Ariège, d'une longueur totale de 162,91 km, prend sa source dans la commune de Porta et s'écoule du sud vers le nord. Elle traverse la commune et se jette dans la Garonne à Portet-sur-Garonne, après avoir traversé 56 communes.

### Climat
Pour des articles plus généraux, voir Climat de l'Occitanie et Climat de l'Ariège.
En 2010, le climat de la commune est de type climat océanique altéré, selon une étude s'appuyant sur une série de données couvrant la période 1971-2000. En 2020, Météo-France publie une typologie des climats de la France métropolitaine dans laquelle la commune est exposée à un climat de montagne et est dans la région climatique Pyrénées centrales, caractérisée par une pluviométrie annuelle de 1 000 à 1 200 mm.
Pour la période 1971-2000, la température annuelle moyenne est de 11,4 °C, avec une amplitude thermique annuelle de 14,9 °C. Le cumul annuel moyen de précipitations est de 1 090 mm, avec 9,4 jours de précipitations en janvier et 7,3 jours en juillet. Pour la période 1991-2020, la température moyenne annuelle observée sur la station météorologique la plus proche, située sur la commune d'Aston à 6 km à vol d'oiseau, est de 5,9 °C et le cumul annuel moyen de précipitations est de 1 103,9 mm,. Pour l'avenir, les paramètres climatiques de la commune estimés pour 2050 selon différents scénarios d'émission de gaz à effet de serre sont consultables sur un site dédié publié par Météo-France en novembre 2022.

### Milieux naturels et biodiversité

#### Espaces protégés
La protection réglementaire est le mode d’intervention le plus fort pour préserver des espaces naturels remarquables et leur biodiversité associée,.
Un espace protégé est présent sur la commune : le « Quié de Lujat », objet d'un arrêté de protection de biotope, d'une superficie de 338,3 ha.

#### Réseau Natura 2000

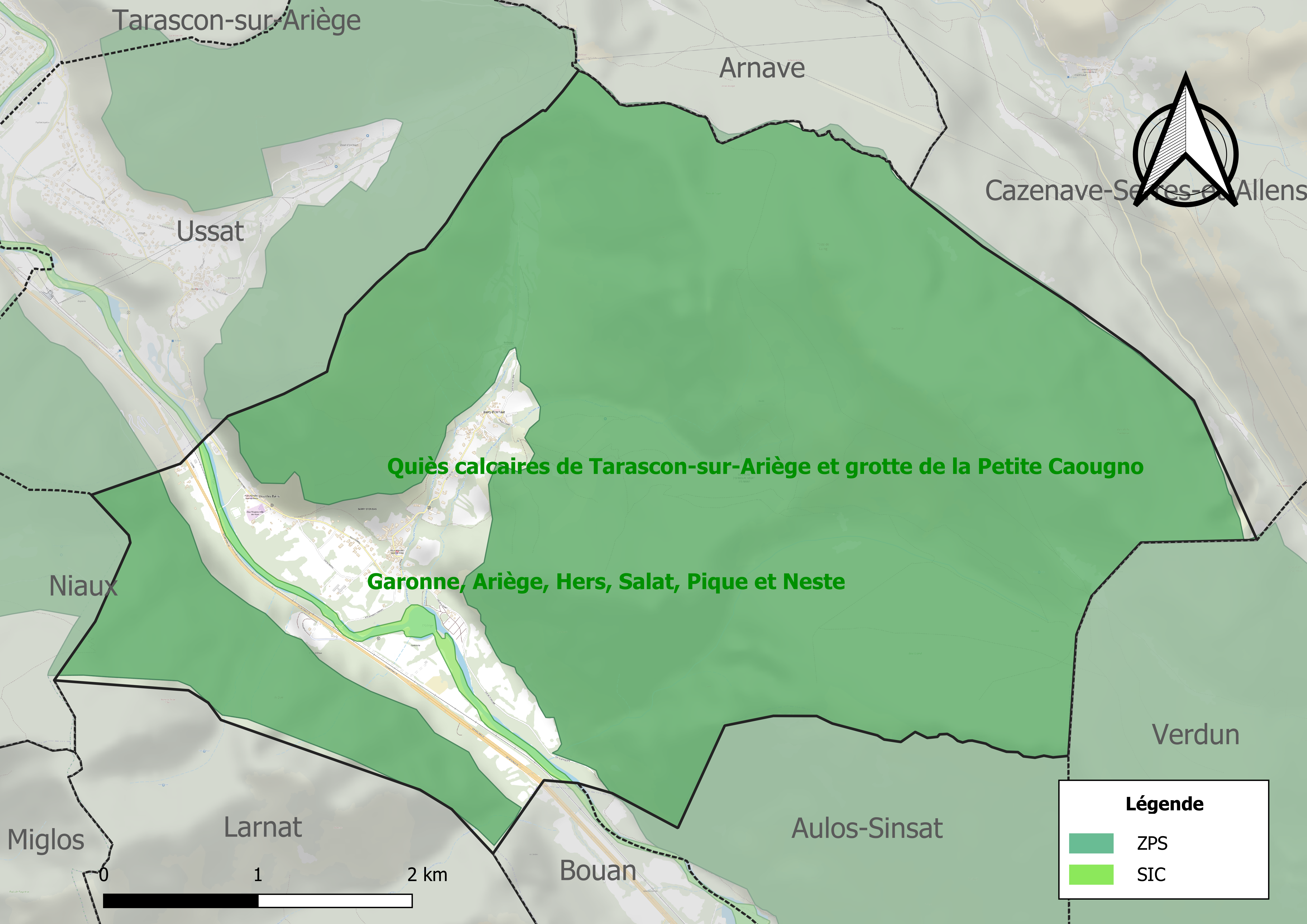
Sites Natura 2000 sur le territoire communal.

Le réseau Natura 2000 est un réseau écologique européen de sites naturels d'intérêt écologique élaboré à partir des directives habitats et oiseaux, constitué de zones spéciales de conservation (ZSC) et de zones de protection spéciale (ZPS).
Deux sites Natura 2000 ont été définis sur la commune au titre de la directive habitats :
- les « quiès calcaires de Tarascon-sur-Ariège et grotte de la Petite Caougno », d'une superficie de 2 478 ha, un espace constitué des massifs calcaires de la vallée de l'Ariège avec station "intra pyrénéenne" de nombreuses espèces méditerranéennes[29] ;
- « Garonne, Ariège, Hers, Salat, Pique et Neste », d'une superficie de 9 581 ha, un réseau hydrographique pour les poissons migrateurs, avec des zones de frayères actives et potentielles importantes pour le Saumon en particulier qui fait l'objet d'alevinages réguliers et dont des adultes atteignent déjà Foix sur l'Ariège[30] ;

et un au titre de la directive oiseaux : 
- les « quiès calcaires de Tarascon-sur-Ariège et grotte de la Petite Caougno », d'une superficie de 2 479 ha, des milieux rupestres exceptionnels. Sont présents deux couples de vautours percnoptères, l'aigle royal (plusieurs couples), des sites de nidifications pour le faucon pèlerin et le hibou grand-duc[31].

#### Zones naturelles d'intérêt écologique, faunistique et floristique
L’inventaire des zones naturelles d'intérêt écologique, faunistique et floristique (ZNIEFF) a pour objectif de réaliser une couverture des zones les plus intéressantes sur le plan écologique, essentiellement dans la perspective d’améliorer la connaissance du patrimoine naturel national et de fournir aux différents décideurs un outil d’aide à la prise en compte de l’environnement dans l’aménagement du territoire.
Deux ZNIEFF de type 1 sont recensées sur la commune :
le « cours de l'Ariège » (1 341 ha), couvrant 112 communes dont 86 dans l'Ariège et 26 dans la Haute-Garonne, et 
les « parois calcaires et quiès du bassin de Tarascon » (8 161 ha), couvrant 58 communes du département
et deux ZNIEFF de type 2, : 
- « L'Ariège et ripisylves » (1 975 ha), couvrant 56 communes dont 43 dans l'Ariège et 13 dans la Haute-Garonne[35] ;
- les « parois calcaires et quiès de la haute vallée de l'Ariège » (9 891 ha), couvrant 40 communes du département[36].

Carte des ZNIEFF de type 1 et 2 à Ornolac-Ussat-les-Bains.
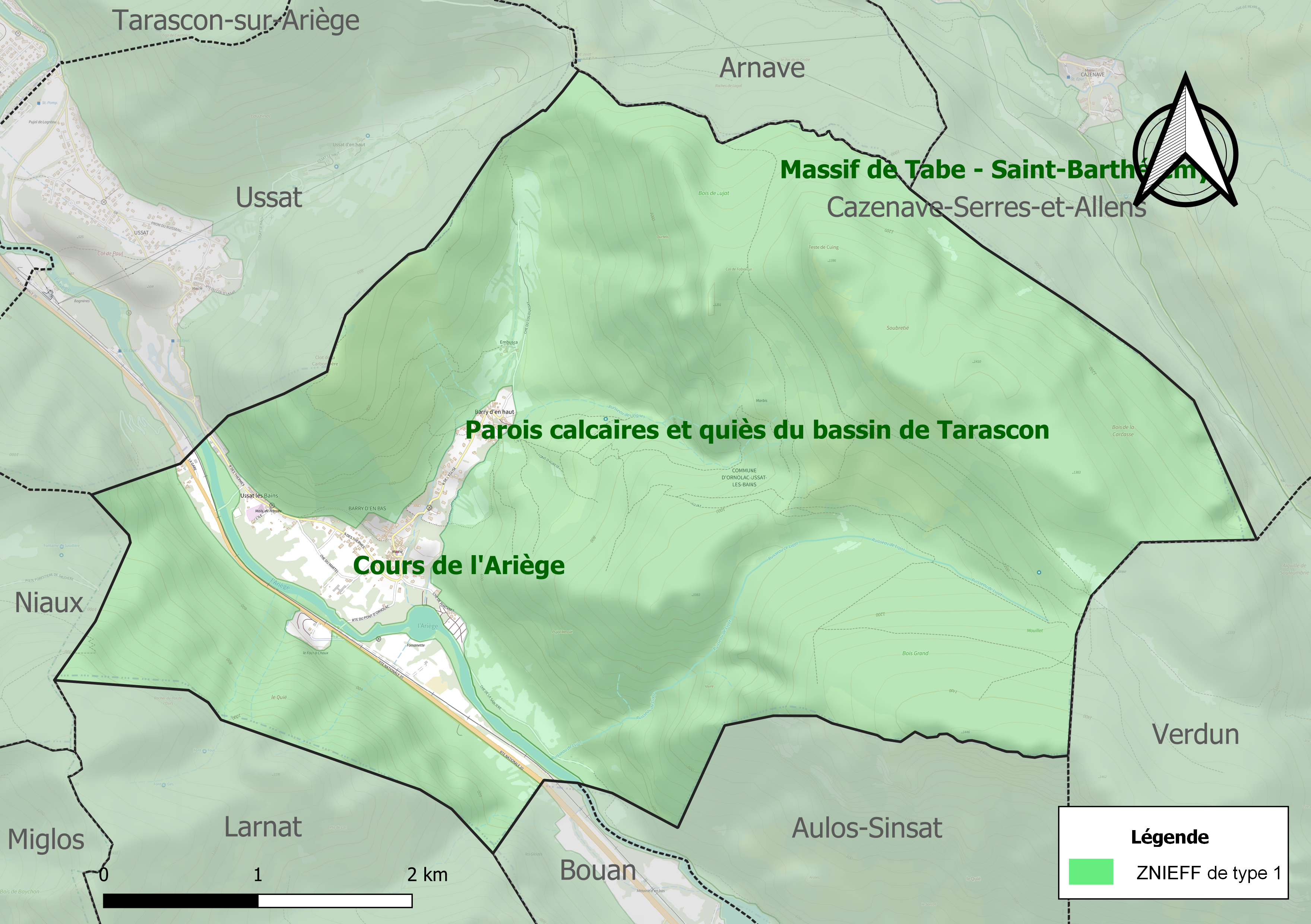
Carte des ZNIEFF de type 1 sur la commune.
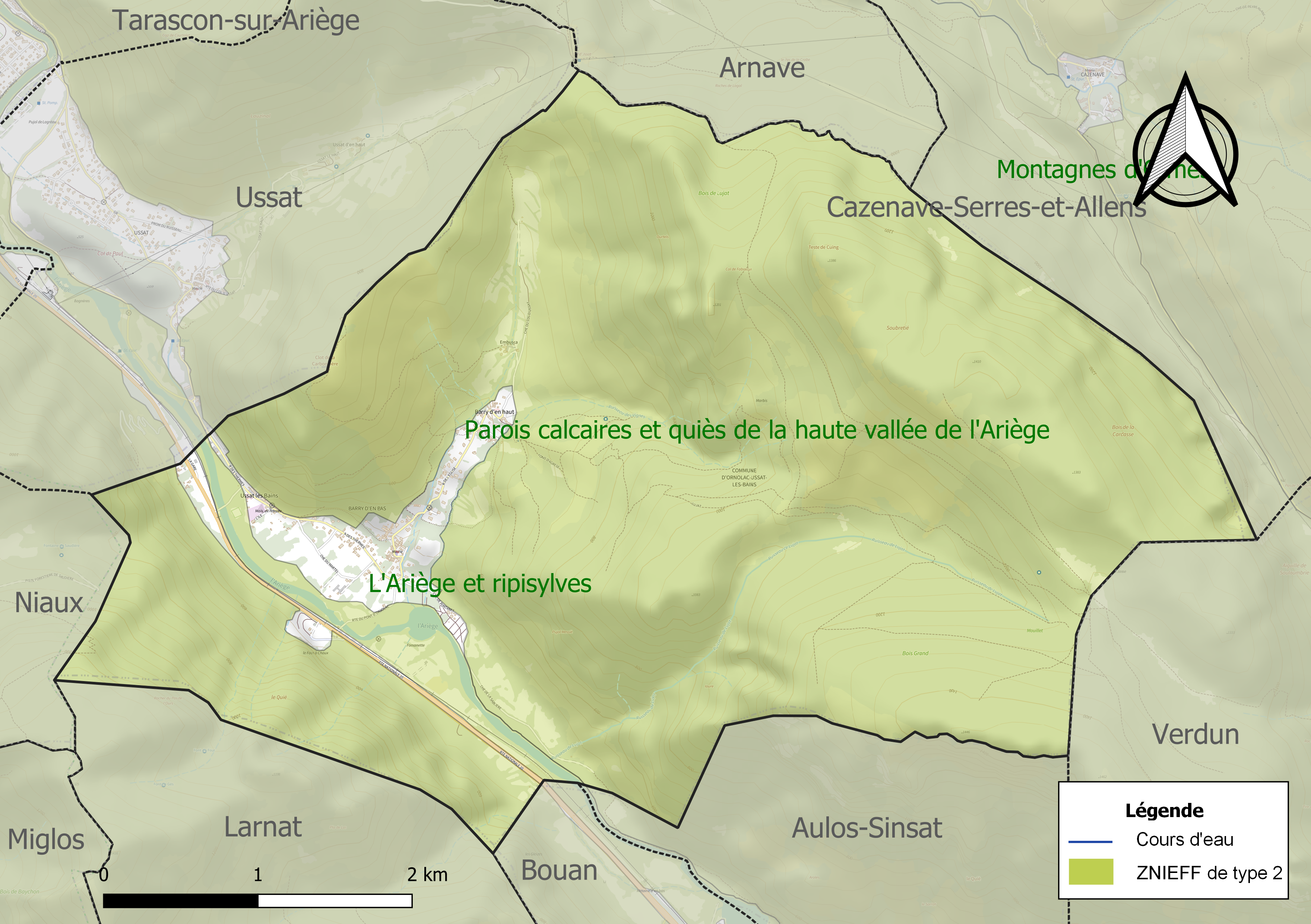
Carte des ZNIEFF de type 2 sur la commune.

## Urbanisme

### Typologie
Au 1er janvier 2024, Ornolac-Ussat-les-Bains est catégorisée commune rurale à habitat dispersé, selon la nouvelle grille communale de densité à 7 niveaux définie par l'Insee en 2022.
Elle appartient à l'unité urbaine de Tarascon-sur-Ariège, une agglomération intra-départementale dont elle est une commune de la banlieue,. La commune est en outre hors attraction des villes,.

### Occupation des sols
L'occupation des sols de la commune, telle qu'elle ressort de la base de données européenne d’occupation biophysique des sols Corine Land Cover (CLC), est marquée par l'importance des forêts et milieux semi-naturels (87 % en 2018), une proportion identique à celle de 1990 (87 %). La répartition détaillée en 2018 est la suivante : 
milieux à végétation arbustive et/ou herbacée (46,2 %), forêts (40,7 %), zones agricoles hétérogènes (13 %), espaces ouverts, sans ou avec peu de végétation (0,1 %). L'évolution de l’occupation des sols de la commune et de ses infrastructures peut être observée sur les différentes représentations cartographiques du territoire : la carte de Cassini (XVIIIe siècle), la carte d'état-major (1820-1866) et les cartes ou photos aériennes de l'IGN pour la période actuelle (1950 à aujourd'hui).

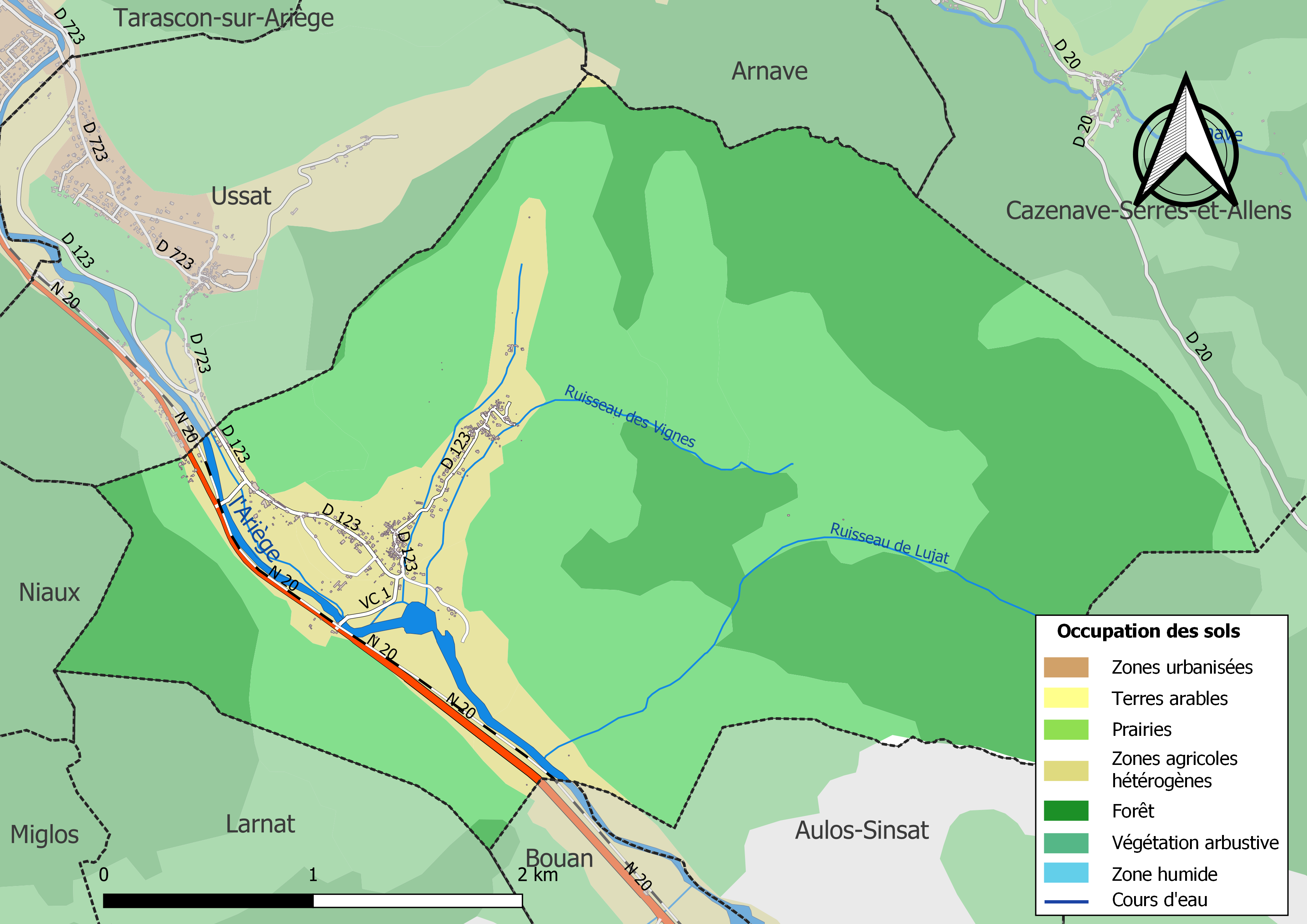
Carte des infrastructures et de l'occupation des sols de la commune en 2018 (CLC).

### Habitat et logement
En 2018, le nombre total de logements dans la commune était de 268, alors qu'il était de 231 en 2013 et de 268 en 2008.
Parmi ces logements, 39,9 % étaient des résidences principales, 58 % des résidences secondaires et 2,1 % des logements vacants. Ces logements étaient pour 54,5 % d'entre eux des maisons individuelles et pour 44,8 % des appartements.
Le tableau ci-dessous présente la typologie des logements à Ornolac-Ussat-les-Bains en 2018 en comparaison avec celle de l'Ariège et de la France entière. Une caractéristique marquante du parc de logements est ainsi une proportion de résidences secondaires et logements occasionnels (58 %) supérieure à celle du département (24,6 %) et à celle de la France entière (9,7 %). Concernant le statut d'occupation de ces logements, 69,9 % des habitants de la commune sont propriétaires de leur logement (76,5 % en 2013), contre 66,3 % pour l'Ariège et 57,5 % pour la France entière.
| Typologie                                               | Ornolac-Ussat-les-Bains | Ariège | France entière |
| ------------------------------------------------------- | ----------------------- | ------ | -------------- |
| Résidences principales (en %)                           | 39,9                    | 65,7   | 82,1           |
| Résidences secondaires et logements occasionnels (en %) | 58                      | 24,6   | 9,7            |
| Logements vacants (en %)                                | 2,1                     | 9,7    | 8,2            |

### Voies de communication et transports
Accès avec la route nationale 20 et par le train en gare de Tarascon-sur-Ariège sur la ligne de Portet-Saint-Simon à Puigcerda (frontière).

## Histoire
Dès 1771, le lieu est reconnu pour ses sources d'eau bienfaisantes. Mais c'est le baron d'Ornolac Louis de Fraxine qui développe l'activité thermale à Ussat-les-Bains. De grandes personnalités vont visiter Ussat pour faire des cures : le roi de Hollande, Louis Bonaparte, frère de Napoléon Ier et le poète Lamartine.
En 1845, Ussat-les-Bains connait une grande affluence et les Grandes Thermes aujourd'hui classés deviennent un lieu très fréquenté. Les thermes sont la propriété des Hospices de Pamiers jusqu'en 1982.
Aujourd'hui, des propriétaires privés font revivre l'activité thermale. La station thermale d'Ussat-les-Bains est réputée pour ses eaux thermales aux vertus antispasmodiques, sédatives, équilibrantes et reminéralisantes. On y soigne essentiellement des maladies psychosomatiques liées au stress ainsi que certaines pathologies neurologiques telles que la maladie de Parkinson.
Lujat (ou Lugeat) est un ancien village, désormais rattaché à la commune d'Ornolac-Ussat-les-Bains. Il était occupé dès le Moyen Âge. Signalé comme abandonné, puis réoccupé, le village comptait une église et des habitants en 1914. Un projet d'herborisation de Lujat en 1924 décrit que l'ancien village avait 10 à 12 maisons était déjà disparu et il ne restait « qu'une chapelle ruinée, deux bâtiments délabrés et une bergerie ». Ce « village mort » serait unique dans les Pyrénées Ariégeoises, et n'est actuellement plus qu'une ruine.

## Politique et administration

### Découpage territorial
La commune d'Ornolac-Ussat-les-Bains est membre de la communauté de communes du Pays de Tarascon, un établissement public de coopération intercommunale (EPCI) à fiscalité propre créé le 21 juillet 1994 dont le siège est à Tarascon-sur-Ariège. Ce dernier est par ailleurs membre d'autres groupements intercommunaux.
Sur le plan administratif, elle est rattachée à l'arrondissement de Foix, au département de l'Ariège, en tant que circonscription administrative de l'État, et à la région Occitanie.
Sur le plan électoral, elle dépend du canton de Haute-Ariège pour l'élection des conseillers départementaux, depuis le redécoupage cantonal de 2014 entré en vigueur en 2015, et de la première circonscription de l'Ariège  pour les élections législatives, depuis le redécoupage électoral de 1986.

### Administration municipale
Le nombre d'habitants au recensement de 2011 étant compris entre 100 et 499, le nombre de membres du conseil municipal pour l'élection de 2014 est de onze,.

### Liste des maires
| Période                                  | Période  | Identité          | Étiquette | Qualité    |
| ---------------------------------------- | -------- | ----------------- | --------- | ---------- |
| avant 1981                               | ?        | Josette Araud     |           |            |
| mars 2001                                | 2008     | Jean-Pierre Dupuy | PCF       |            |
| mars 2008                                | En cours | Benoit Araud      | PS        | Professeur |
| Les données manquantes sont à compléter. |          |                   |           |            |

## Population et société

### Démographie
| 1793 | 1800 | 1806 | 1821 | 1831 | 1836 | 1841 | 1846 | 1851 |
| ---- | ---- | ---- | ---- | ---- | ---- | ---- | ---- | ---- |
| 284  | 311  | 333  | 345  | 407  | 414  | 416  | 408  | 437  |

| 1856 | 1861 | 1866 | 1872 | 1876 | 1881 | 1886 | 1891 | 1896 |
| ---- | ---- | ---- | ---- | ---- | ---- | ---- | ---- | ---- |
| 411  | 404  | 395  | 414  | 400  | 366  | 423  | 414  | 421  |

| 1901 | 1906 | 1911 | 1921 | 1926 | 1931 | 1936 | 1946 | 1954 |
| ---- | ---- | ---- | ---- | ---- | ---- | ---- | ---- | ---- |
| 365  | 367  | 343  | 272  | 294  | 294  | 228  | 378  | 235  |

| 1962 | 1968 | 1975 | 1982 | 1990 | 1999 | 2005 | 2006 | 2010 |
| ---- | ---- | ---- | ---- | ---- | ---- | ---- | ---- | ---- |
| 242  | 236  | 243  | 226  | 215  | 221  | 208  | 212  | 257  |

| 2015 | 2020 | 2022 | - | - | - | - | - | - |
| ---- | ---- | ---- | - | - | - | - | - | - |
| 242  | 248  | 248  | - | - | - | - | - | - |

| selon la population municipale des années : | 1968 | 1975 | 1982 | 1990 | 1999 | 2006 | 2009 | 2013 |
| Rang de la commune dans le département      | 107  | 135  | 109  | 112  | 111  | 124  | 113  | 125  |
| Nombre de communes du département           | 340  | 328  | 330  | 332  | 332  | 332  | 332  | 332  |

### Enseignement
Ornolac-Ussat-les-Bains fait partie de l'académie de Toulouse.

### Culture et festivités
L'association « Patrimoine et histoire de l'Ornolacois » a réalisé un diaporama intitulé Ornolac-Ussat-les-bains à la Belle époque.

### Activités sportives
Cyclisme, pêche, chasse, randonnée pédestre...

## Économie

### Revenus
En 2018, la commune compte 92 ménages fiscaux, regroupant 183 personnes. La médiane du revenu disponible par unité de consommation est de 19 040 € (19 820 € dans le département).

### Emploi
| Division       | 2008  | 2013   | 2018   |
| -------------- | ----- | ------ | ------ |
| Commune        | 11 %  | 15,8 % | 12,7 % |
| Département    | 8,9 % | 11,1 % | 11,2 % |
| France entière | 8,3 % | 10 %   | 10 %   |

En 2018, la population âgée de 15 à 64 ans s'élève à 119 personnes, parmi lesquelles on compte 77,6 % d'actifs (65 % ayant un emploi et 12,7 % de chômeurs) et 22,4 % d'inactifs,. Depuis 2008, le taux de chômage communal (au sens du recensement) des 15-64 ans est supérieur à celui de la France et du département.
La commune est hors attraction des villes,. Elle compte 59 emplois en 2018, contre 62 en 2013 et 47 en 2008. Le nombre d'actifs ayant un emploi résidant dans la commune est de 84, soit un indicateur de concentration d'emploi de 70,7 % et un taux d'activité parmi les 15 ans ou plus de 48,2 %.
Sur ces 84 actifs de 15 ans ou plus ayant un emploi, 17 travaillent dans la commune, soit 20 % des habitants. Pour se rendre au travail, 87,6 % des habitants utilisent un véhicule personnel ou de fonction à quatre roues, 3,4 % les transports en commun, 2,2 % s'y rendent en deux-roues, à vélo ou à pied et 6,7 % n'ont pas besoin de transport (travail au domicile).

### Activités hors agriculture
18 établissements sont implantés  à Ornolac-Ussat-les-Bains au 31 décembre 2019.
Le secteur du commerce de gros et de détail, des transports, de l'hébergement et de la restauration est prépondérant sur la commune puisqu'il représente 38,9 % du nombre total d'établissements de la commune (7 sur les 18 entreprises implantées  à Ornolac-Ussat-les-Bains), contre 27,5 % au niveau départemental.

### Agriculture
|                                   | 1988 | 2000 | 2010 |
| --------------------------------- | ---- | ---- | ---- |
| Exploitations                     | 8    | 2    | 3    |
| Superficie agricole utilisée (ha) | 63   | 111  | 21   |

La commune fait partie de la petite région agricole dénommée « Région pyrénéenne ». En 2010, l'orientation technico-économique de l'agriculture  sur la commune est l'élevage de bovins pour la viande. Trois exploitations agricoles ayant leur siège dans la commune sont dénombrées lors du recensement agricole de 2010 (huit en 1988). La superficie agricole utilisée est de 21 ha.

## Culture locale et patrimoine

### Lieux et bâtiments
- Les thermes Fraxine d'Ussat-les-Bains sont adossés à la montagne ; c'est une longue série d'arcades vitrées aujourd'hui désaffectée puisque l'activité thermale se trouve dorénavant dans deux hôtels tout proches.
- L'ancien établissement thermal Sainte-Germaine se situe de l'autre côté de la rivière Ariège, près de la grotte de Lombrives. Ils sont actuellement en ruines et envahis par la végétation.
- Le parc thermal existe toujours ; il comprend des terrains de tennis et le soubassement d'un kiosque aujourd'hui disparu.
- La grotte de Lombrives, dont l'entrée est située à Ussat en limite de la commune, détient la plus vaste salle ouverte au public. Elle pourrait contenir la cathédrale Notre-Dame de Paris.
- La grotte de Fontanet montre des empreintes de mains et de pieds dans de l'argile, des dessins, des gravures et des peintures pariétales[61], que les analyses rattachent à la période du Magdalénien moyen ou Magdalénien supérieur[62].
- La grotte des Églises, dont l'entrée Nord, protégée par des murs, constituait une spoulga[63].
- La grotte du Grand-Père, grotte ornée de gravures de l'âge du fer[64].
- L'église Saint-Pierre de Barry d'en Haut de style roman, répertoriée dans la Base Mérimée[65].
- Chapelle ruinée dite de Lugeat ou de Lujat[66].
- Chapelle Saint-Martin d'Ussat-les-Bains.

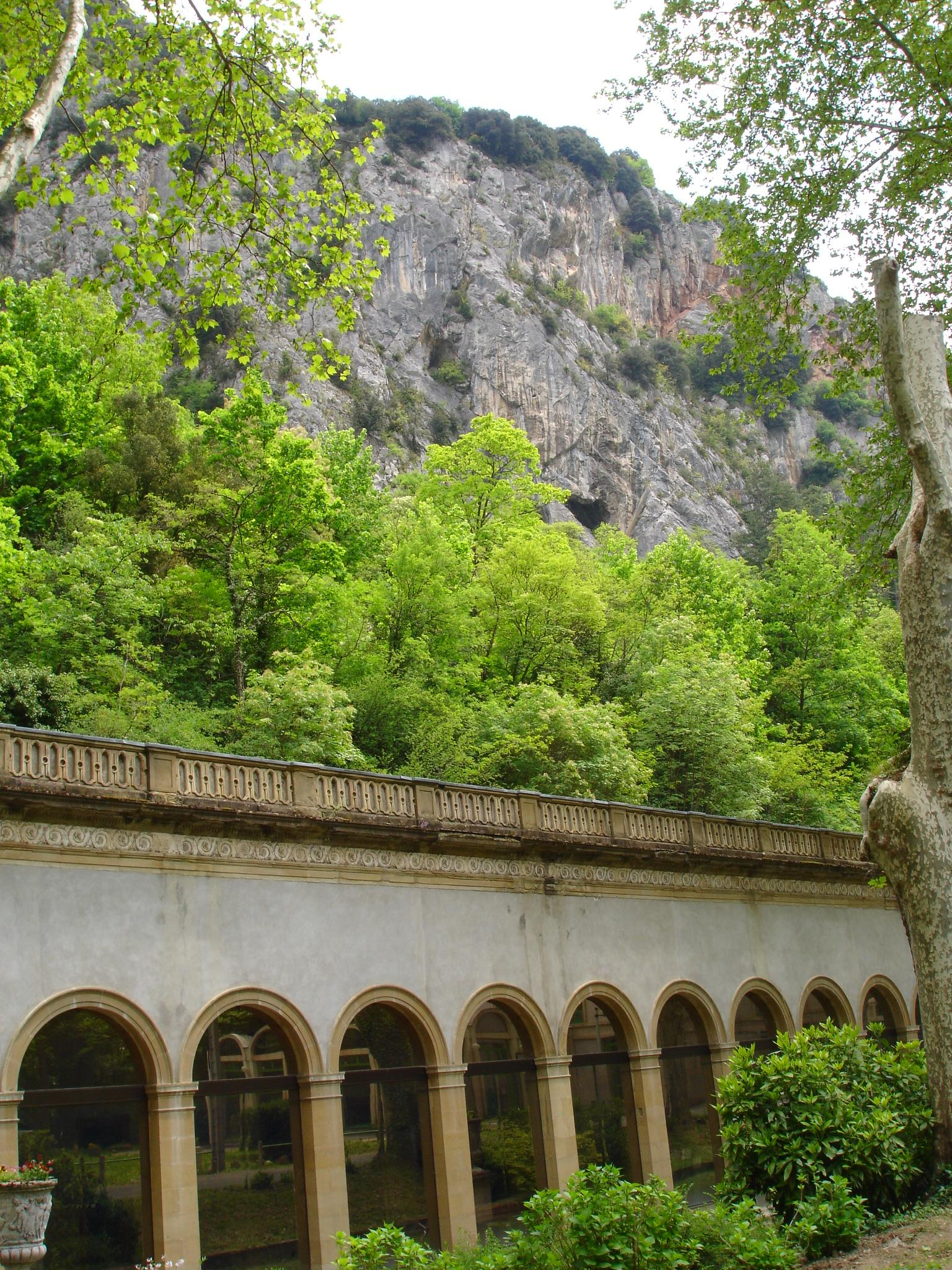
Les thermes et la montagne.
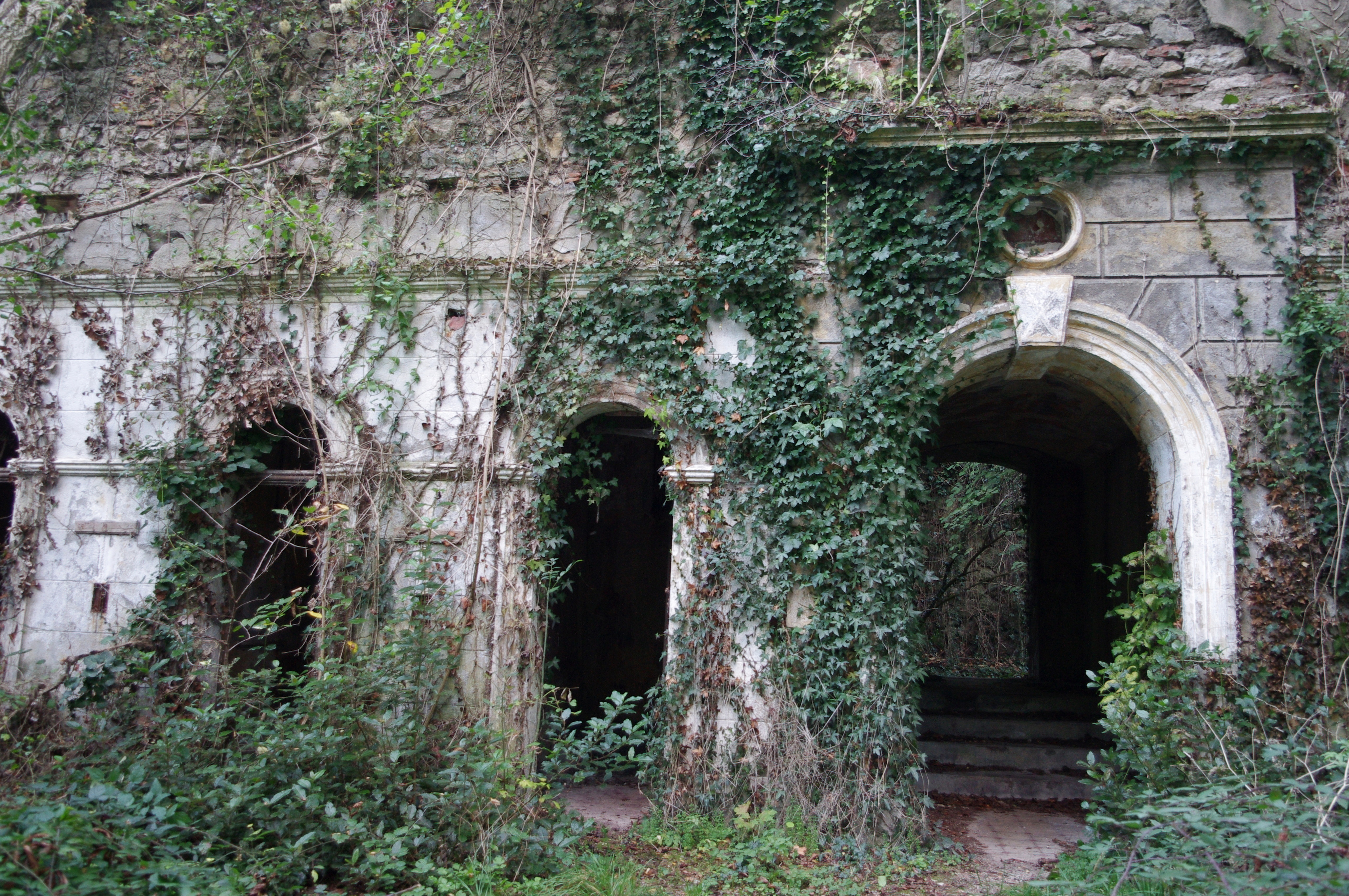
Les vieux thermes en ruine.
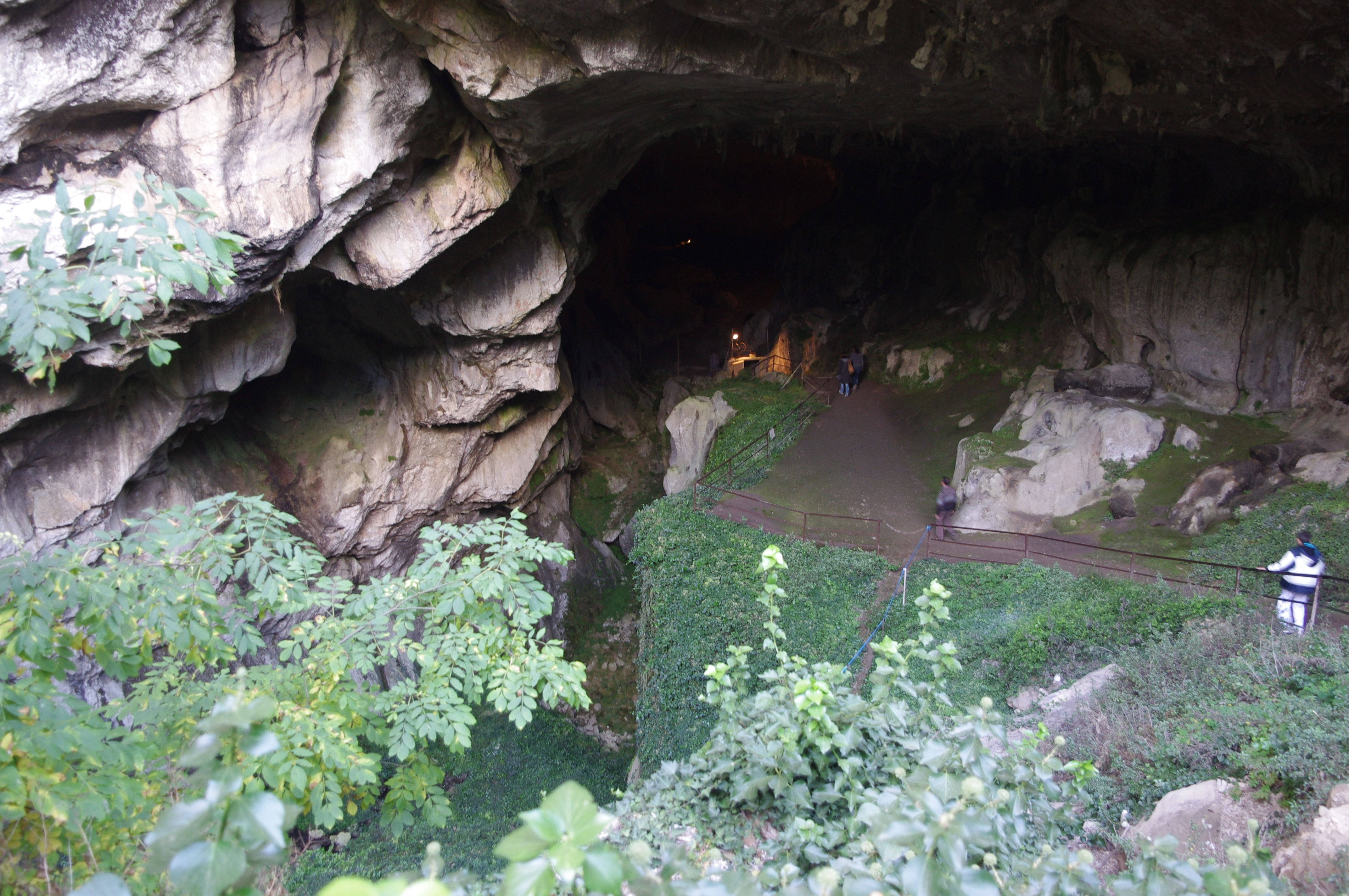
Grotte de Lombrives, entrée.
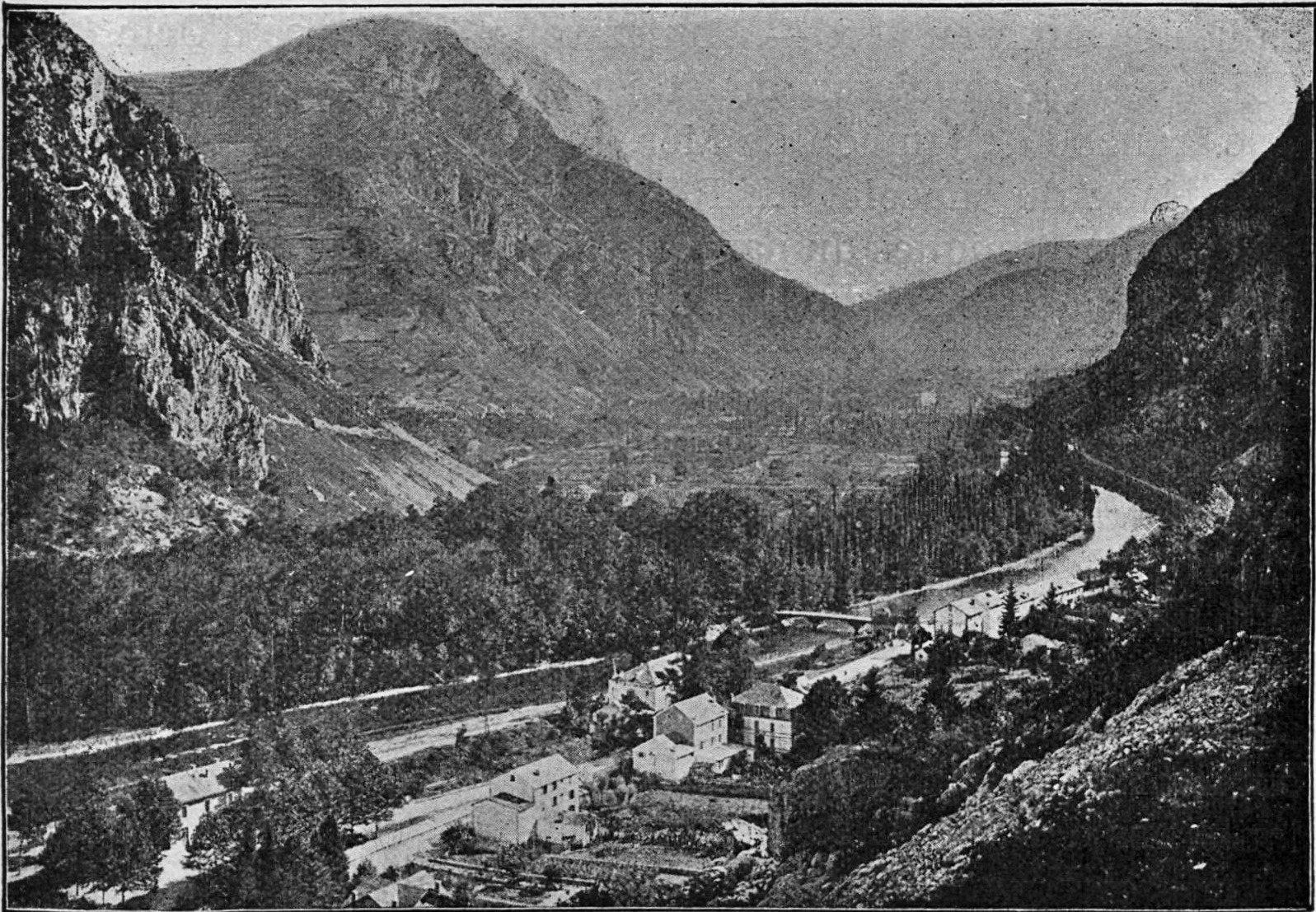
Vue d'Ussat-les-Bains depuis la rive gauche, en 1910.
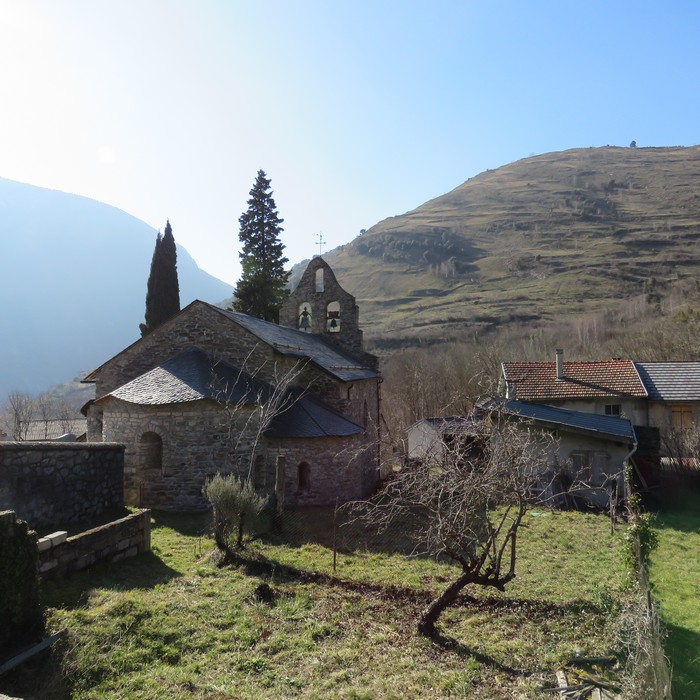
Église romane Saint-Pierre d'Ornolac-Ussat-les-Bains.
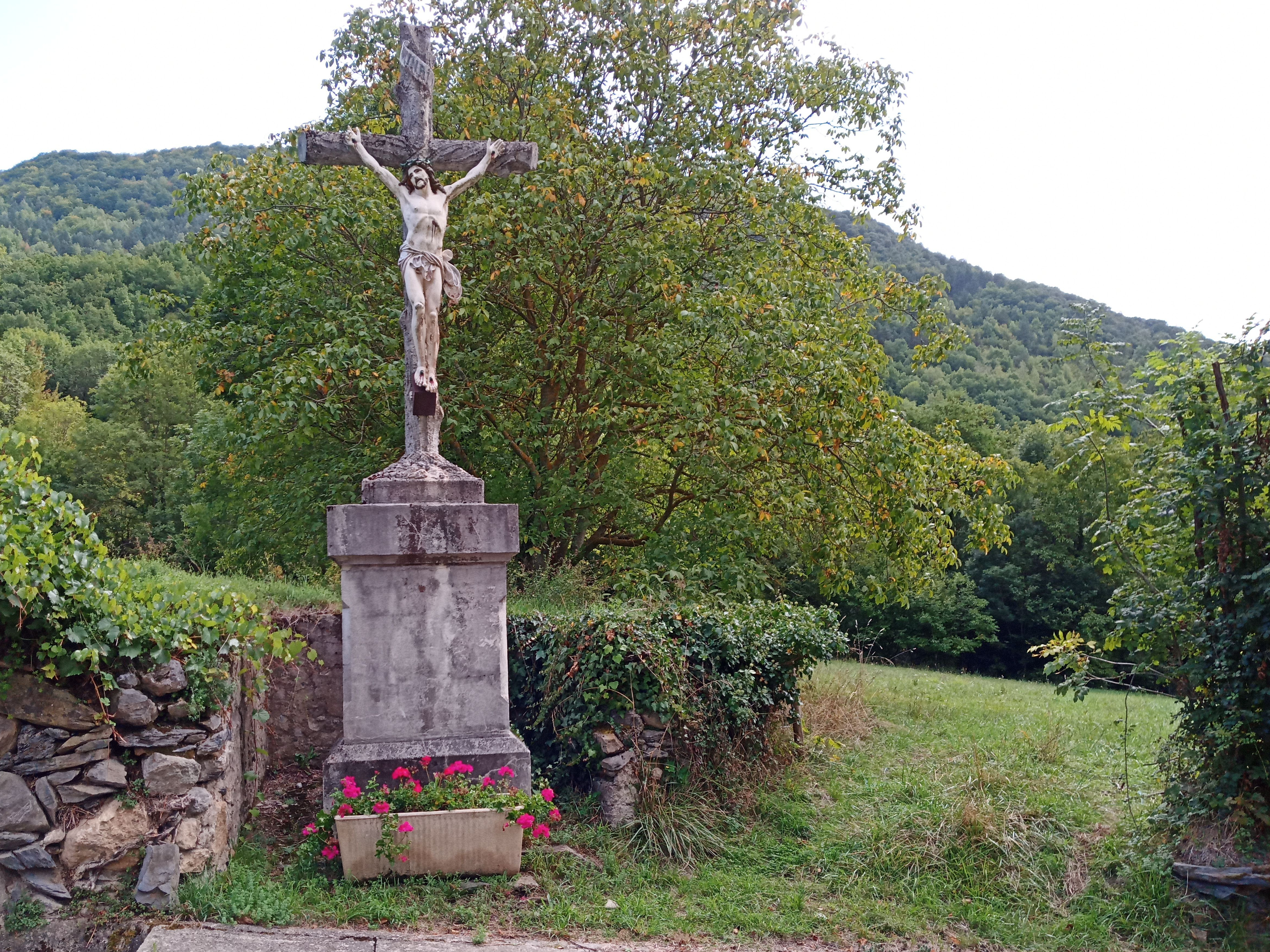
Statue du Christ en croix à Ornolac.
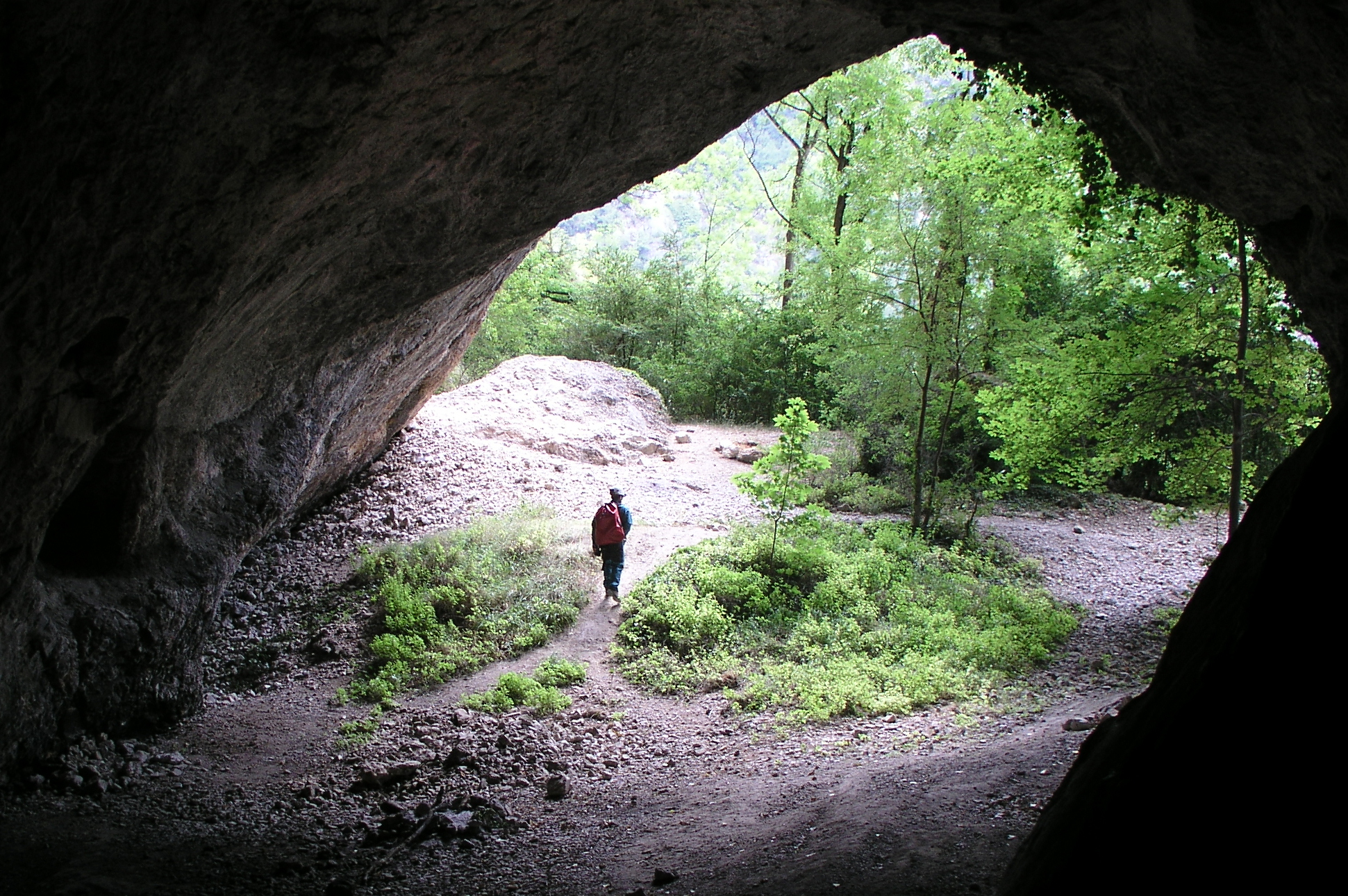
Une des entrées de la grotte des Églises.

### Personnalités liées à la commune

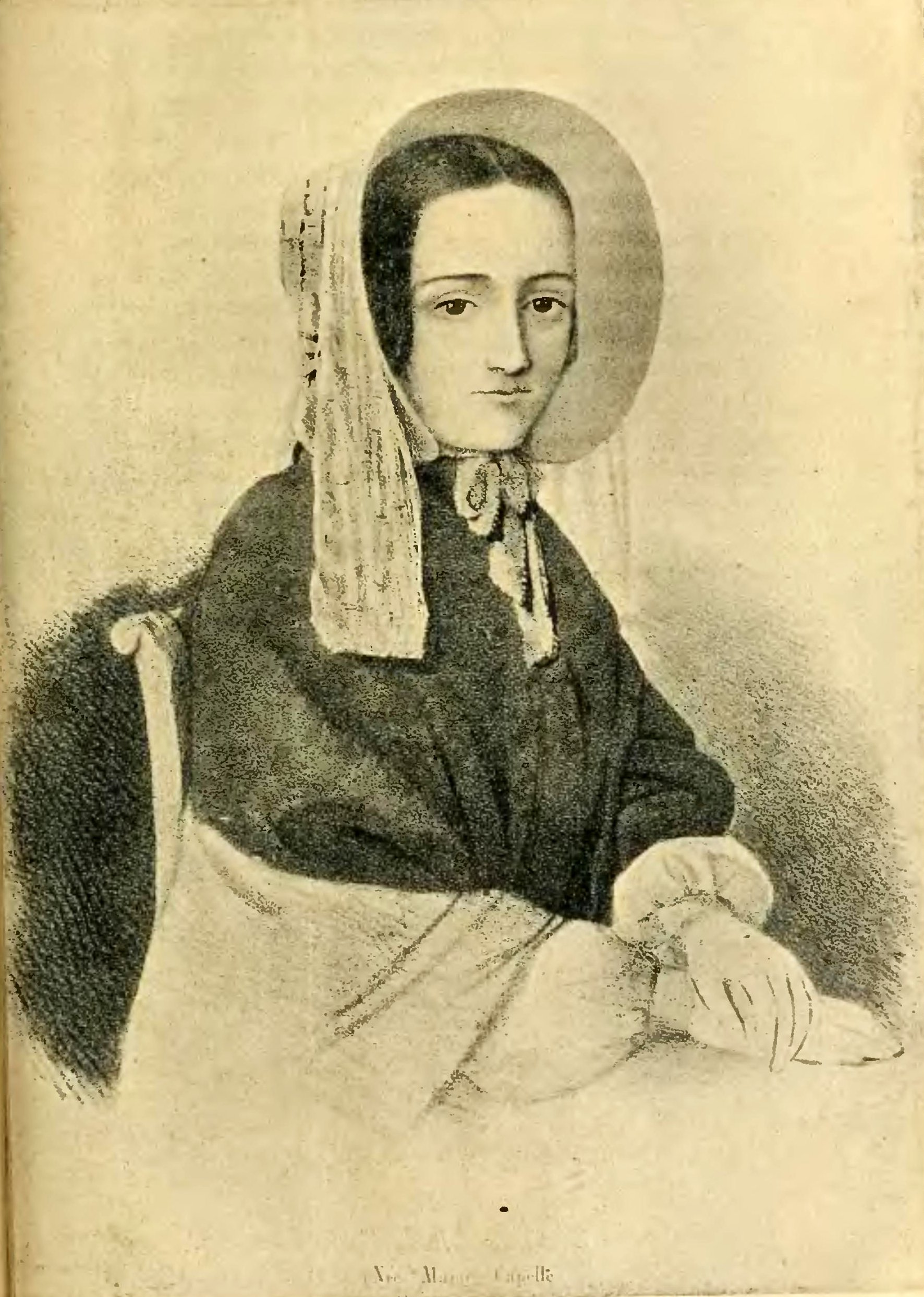
Portrait de l'empoisonneuse Marie Lafarge, inhumée à Ornolac-Ussat-les-Bains en 1852.

- Louis Bonaparte, roi de Hollande, fut un curiste d'Ussat en 1807[67].
- L'écrivain et homme politique, Alphonse de Lamartine fut aussi l'un des curistes célèbres d'Ussat-les-Bains.
- Marie Lafarge, au cœur d'une affaire judiciaire en Corrèze, y est décédée en 1852.
- Otto Rahn (1904-1939).
- Michel Alcaine, coureur cycliste handisport né en 1965 sur la commune.

## Pour approfondir